# Oliver Grasmück
Oliver Grasmück (* 20. Jahrhundert) ist ein deutscher Religionswissenschaftler, der u. a. als Lektor und Übersetzer tätig ist.

## Leben
Oliver Grasmück studierte Religionswissenschaft, Rhetorik und Psychologie an der Eberhard Karls Universität Tübingen und schloss 2002 mit dem Magister Artium ab. Von 2001 bis 2004 und von 2006 bis 2008 war er als Redakteur beim Handwörterbuch für Theologie und Religionswissenschaft Religion in Geschichte und Gegenwart (RGG) im Mohr Siebeck Verlag in Tübingen tätig. Die Lexikonreihe ist zuletzt in 4. Auflage („RGG4“) 2008 erschienen und gilt als Standardwerk.
Seither ist Grasmück als Lehrbeauftragter an der Philipps-Universität Marburg tätig. Außerdem ist er seit 2004 Schriftleiter der Reihe „Religionen in der pluralen Welt. Religionswissenschaftliche Studien“ beim LIT-Verlag in Münster. Er promovierte in Bremen bei Christoph Auffarth und in Santiago de Chile (Chile) mit der Arbeit Peñablanca, Chile (1983–1988). Eine Marienerscheinung unter der Pinochet-Diktatur und erhielt 2009 von der Universität Bremen den Dr. phil.
Seit 2009 bietet er freiberuflich „Publikationsdienstleistungen“  als Redakteur, Texter, Lektor und Übersetzer im wissenschaftlichen Bereich an und hat u. a. für verschiedene Verlage Übersetzungen aus dem Amerikanischen und Englischen vorgenommen. Zudem ist er seit 2013 als PR-Redakteur bei der PR-Agentur Storymaker in Tübingen tätig. Grasmück ist Mitglied im Verband der Freien Lektorinnen und Lektoren (VFLL) und Sprecher der VFLL-Regionalgruppe Stuttgart.
Oliver Grasmück lebt in Reutlingen.

## Auszeichnungen und Ehrungen
- 2009: Dissertationspreis der Deutschen Vereinigung für Religionswissenschaft[5]

## Werke und Veröffentlichungen

### Sachbücher
- Geschichte und Aktualität der Daoismusrezeption im deutschsprachigen Raum. Religionen in der pluralen Welt, Band 2. (Magisterarbeit, Universität Tübingen 2001) LIT-Verlag, Münster 2004, ISBN 3-8258-7017-0.
- Eine Marienerscheinung in Zeiten der Diktatur. Der Konflikt um Peñablanca, Chile: Religion und Manipulation unter Pinochet. Religionsgeschichtliche Versuche und Vorarbeiten, Band 56. (Dissertation, Universität Bremen 2008) De Gruyter, Berlin/New York 2009, ISBN 978-3110220544.

### Lexikoneinträge & Fachbeiträge
- zum Schlagwort Laizismus, S. 311–314. In: Christoph Auffarth u. a. (Hrsg.): Metzler-Lexikon Religion. Haar – Osho-Bewegung, Band 2. Metzler-Verlag, Stuttgart 1999, ISBN 3-476-01678-1
- zum Schlagwort Rezeption des Daoismus im Westen und in Deutschland, S. 245–247. In: Christoph Auffarth u. a. (Hrsg.): Metzler-Lexikon Religion. Haar – Osho-Bewegung, Band 4. Metzler-Verlag, Stuttgart 2002, ISBN 3-476-01678-1.
- zum Schlagwort Semiotik. I. Religionswissenschaftlich, S. 1192 ff. In: Hans Dieter Betz (Hrsg.): Religion in Geschichte und Gegenwart. Handwörterbuch für Theologie und Religionswissenschaft. R – S, Band 7., 4. völlig neu bearbeitete Auflage. Mohr Siebeck Verlag, Tübingen 2004, ISBN 3-16-146907-0

- Die Jungfrau Maria als Schlachtenhelferin. Chilenische Marienerscheinungen zur Zeit der Conquista. In: Zeitschrift für Missionswissenschaft und Religionswissenschaft, Ausgabe 93/1–2, 2009, ISSN 0044-3123, S. 98–112 (online bei der Universität Freiburg (Schweiz); PDF).

### (Mit-)Übersetzungen
- Walter Isaacson: Steve Jobs. Die autorisierte Biografie des Apple-Gründers. Aus dem Amerikanischen zus. mit Antoinette Gittinger, Dagmar Mallett, Elfi Martin, Andrea  Stumpf, Gabriele  Werbeck. 1. Auflage. Bertelsmann, München 2011; ISBN 978-3-570-10124-7.
- Reza Kahlili: Feind im eigenen Land. Mein Doppelleben als CIA-Agent bei den iranischen Revolutionsgarden. Aus dem Englischen zus. mit Ursula Persch. 1. Auflage. riva Verlag, München 2011, ISBN 978-3-86883-153-5.
- Henry Kissinger: China. Zwischen Tradition und Herausforderung. Aus dem Amerikanischen zus. mit Helmut Dierlamm, Norbert Juraschitz, Helmut Ettinger. 1. Auflage. Pantheon, München 2012, ISBN 978-3-570-55191-2.
- Matthieu Paley, Mareile Paley: Pamir – vergessenes Volk auf dem Dach der Welt. Mit Texten von Ted Callahan. Aus dem Englischen zus. mit Enrico Heinemann. Deutsche Erstausgabe. Knesebeck Verlag, München 2012, ISBN 978-3-86873-516-1.
- Eugene L. Rogan: Die Araber. Eine Geschichte von Unterdrückung und Aufbruch. Aus dem Englischen zus. mit Hans Freundl, Norbert Juraschitz. Propyläen Verlag, Berlin 2013, ISBN 978-3-549-07425-1.
- Norman Davies: Verschwundene Reiche. Die Geschichte des vergessenen Europa. Aus dem Englischen zus. mit Karin Schuler, Norbert Juraschitz, Hans Freundl, Helmut Dierlamm. Theiss Verlag, Stuttgart 2013, ISBN 978-3-8062-2758-1.